# Transat anglaise 2008
Navigation
Édition précédente Édition suivante
La Transat anglaise 2008 (The Artemis Transat) est la treizième édition de la Transat anglaise, course transatlantique en solitaire entre Plymouth (Royaume-Uni) et Boston (États-Unis). Le départ est donné le 11 mai, et le vainqueur arrive le 24 mai 2008 après 12 j 08 h 45 min.

## Classements

### Monocoques IMOCA 60 pieds
Les 60 pieds IMOCA sont une classe de voiliers monocoques, dont la longueur est de 60 pieds soit 18,288 mètres.
| Position | Skipper                     | Bateau             | temps                 |
| -------- | --------------------------- | ------------------ | --------------------- |
| 1        | Loïck Peyron France         | Gitana Eighty      | 12 j 08 h 45 min      |
| 2        | Armel Le Cléac'h France     | Brit Air           | 12 j 12 h 28 min 40 s |
| 3        | Yann Éliès France           | Generali           | 13 j 14 h 30 min 22 s |
| 4        | Marc Guillemot France       | Safran             | 14 j 21 h 18 min 47 s |
| 5        | Samantha Davies Royaume-Uni | Roxy               | 15 j 10 h 00 min 51 s |
| 6        | Yannick Bestaven France     | Cervin EnR         | 15 j 14 h 31 min 17 s |
| 7        | Arnaud Boissières France    | Akena Verandas     | 15 j 16 h 00 min 03 s |
| 8        | Dee Caffari Royaume-Uni     | Aviva              | 16 j 02 h 05 min 34 s |
| 9        | Steve White Royaume-Uni     | Spirit Of Weymouth | 16 j 15 h 04 min 54 s |
| Ab       | Michel Desjoyeaux France    | Foncia             |                       |
| Ab       | Sébastien Josse France      | BT                 |                       |
| Ab       | Vincent Riou France         | PRB                |                       |
| Ab       | Unai Basurko Espagne        | Pakea Bizkaia      |                       |

### Monocoques Class 40 pieds
La « Class40 » est une classe de voiliers monocoques hauturiers, dont la longueur est de 40 pieds soit 12,19 m.
| Position | Skipper                    | Bateau                             | temps                 |
| -------- | -------------------------- | ---------------------------------- | --------------------- |
| 1        | Giovanni Soldini Italie    | Telecom Italia                     | 16 j 22 h 11 min 27 s |
| 2        | Boris Herrmann             | Beluga Racer                       | 17 j 12 h 9 min 47 s  |
| 3        | Thierry Bouchard France    | Mistral Loisirs - Pole Santé ELIOR | 17 j 21 h 42 min 57 s |
| 4        | Louis Duc France           | Groupe Royer                       | 18 j 2 h 51 min 15 s  |
| 5        | Halvard Mabire France      | Custo Pol                          | 18 j 3 h 5 min 7 s    |
| 6        | Alex Bennett               | Fujifilm                           | 18 j 5 h 53 min 2 s   |
| 7        | Miranda Merron             | 40 Degrees                         | 18 j 19 h 19 min 34 s |
| 8        | Benoit Parnaudeau France   | Prévoir Vie                        | 18 j 21 h 21 min 2 s  |
| 9        | Christophe Coatnoan France | Groupe Partouche                   | 19 j 0 h 28 min 20 s  |
| 10       | Simon Clarkes Royaume-Uni  | Clarke Offshore Racing             | 19 j 6 h 15 min 36 s  |
| Ab       | Yvon Noblet France         | Appart City                        |                       |